# Sân bay Tirupati
Sân bay Tirupati (IATA: TIR, ICAO: VOTP) là một sân bay ở Tirumala - Tirupati thuộc bang Andhra Pradesh, Ấn Độ. Sân bay cách thành phố Tirupati 14 km. Sân bay này có thể phục vụ bay đêm. Đường cất hạ cánh đang được kéo dài thêm 900 m, nhà ga mới đã được khởi công xây dựng.

## Các hãng hàng không và các tuyến điểm
- Simplify Deccan (Hyderabad, Bengaluru, Visakhapatnam)
- Indian (Hyderabad, Delhi)
- Jet Airways (Hyderabad)